# Киара
Киара (англ. Kiara, Ciara) или Хиер (англ. Chier); (ум. ок. 680 года) — дева ирландская, католическая святая, память 16 октября, 5 января.
По преданию, святая Киара была родом из Мускрейде Тир (Muscraidhe Thire), но не ясно, в какой части баронств Верхний Ормонд или Нижний Ормонд графства Типперэри она родилась. Святая Киара, дева, была направлена на путь христианской жизни св. Финианом (память 21 октября). Когда она выросла, её святость и чудеса стали широко известны. Согласно преданию к ней за молитвой обращался св. Брендан из Клонферта, дабы справиться с губительным огнём в области Мускрейде Тир. Репутация её благочестия вскоре собрала многих добродетельных людей, желавших подражать её примеру. Был возведён женский монастырь, который в её честь стал называться Килл Кейре (Cill Ceire), называемое ныне Килкеари (Kilkeary), неподалёку от Ненаха, баронство Верхний Ормонд, графство Типперэри.
Обнаружив, что число её последовательниц весьма возросло, святая Киара отправилась в иные края. По преданию, она прибыла в Эли. По преданию от св. Финтана (Мунну) она получила землю для монастыря. который стал называться Тех Телле (Tech Telle, Tehelly). Св.Финтан (Мунну) жил в тех краях, но оставил их, когда туда прибыла св. Киара с пятью сёстрами. Там они оставались некое время, после чего вернулись в Килкеари.